# الجيل الرابع 4G (فلم)
الجيل الرابع أو 4G هو فيلم مصري إنتاج 2015 تم عرضه في 23 سبتمبر 2015 من إخراج أحمد نادر جلال ومن تأليف عمرو سمير عاطف وسيناريو محمد حماد عرض في عدة دور سينما عربية منها سينما سيتي ستارز والعديد من القنوات. والفيلم من بطولة أحمد مالك وشريف رمزي وإدوارد.
تاريخ عرض الفيلم يوافق يوم عرفة لسنة 1436 هـ.

## قصة الفيلم
رامي وهاني ومعتصم وياسر الجوب، أربعة مراهقين يدرسون في مدرسة ثانوية واحدة، وبسبب إعجاب رامي الشديد بنسمة الفتاة اللعوب وابنة ناظر مدرستهم، يجد الأصدقاء الأربعة أنفسهم ملاحقين من قوات الأمن بتهمة محاولة اغتيال وزير الداخلية، ومن أحد تجار المخدرات، ومن إحدى التنظيمات الإرهابية.

## عرض الفيلم
تم إصدار وعرض الفيلم في تاريخ 23 سبتمبر 2015 وعرض الفيلم على عدة دور سينما مصرية وبعض هذه الدور:
- سيتي ستارز - City Stars
- جلاكسى سينبلكس مول العرب - Galaxy Cineplex Mall of Arabia
- سيتي سنتر - City Center
- كوزموس - Cosmos
- داون تاون - Downtown

## أبطال الفيلم
يشارك في الفيلم نخبة من نجوم السينما المصرية و أهم النجوم المشاركين في الفيلم و ابطاله
| - أحمد مالك:رامي - ليلى فوزي:نسمة - طلعت زكريا:زين عضو مجلس الشعب - أحمد رزق:قداح - سعد الصغير:رشاد البحر حلاوة - بدرية طلبة:والدة حمادة - خالد سرحان:كمال أبو ريه | - إدوارد:طلعت الشاطر - ميسرة:والدة ياسر الجوب - بيومي فؤاد:اللواء حسين عرعر - علي إسماعيل - كريم أبو الفتوح - مجدي عبد الغني:ضيف شرف - أيمن قنديل:بلدوزر | - ياسر الزنكلوني - خالد أنور - شريف رمزي:والد هاني - حسن حسني:وزير الداخلية - حسام الحسيني:حسام أخو ياسر - مارك حجار:هاني - غسان مطر:فتحي ناظر المدرسة | - حسام كمال:عاموس - جيهان أنور:فداء أم هانى - آيات مجدي:بثينه - احمد عادل:الأمين سعيد - باهر الشافعي:طارق بيضه - طارق عصام: حماده أبن خالة نسمة |

## أماكن التصوير
تصور أغلب مشاهد الفيلم بمحافظة الجيزة والقاهرة بجمهورية مصر العربية

## هوامش الفيلم
- هذا الفيلم آخر عمل للفنان الراحل غسان مطر.
- بدأ كل من أحمد نادر جلال وعمرو سمير عاطف العمل على الفيلم منذ عام 2011.[7]
- تغير اسم الفيلم من (عيال سيس) إلى (الجيل الرابع).

## وصلات خارجية
- مقالات تستعمل روابط فنية بلا صلة مع ويكي بيانات